# Valentina Allegra de Fontaine
La contessa Valentina Allegra de Fontaine detta "'Val'", è un personaggio dei fumetti statunitensi pubblicati da Marvel Comics. Creata da Jim Steranko (testi e disegni), la sua prima apparizione avviene in Strange Tales (Vol. 1) n. 159 (agosto 1967).

## Storia editoriale
Ispirata e spesso paragonata alle Bond Girls, Valentina de la Fontaine esordisce su Strange Tales n. 159 e diviene la principale comprimaria della testata Nick Fury, Agent of S.H.I.E.L.D. scritta e disegnata da Jim Steranko. In breve, da caparbia agente segreta spesso irriverente nei confronti del protagonista, la contessa ne diviene il principale interesse sentimentale e proprio la sua presenza porta la poco longeva serie (cancellata il marzo 1971) a dare scandalo nel luglio 1968, quando il Comics Code Authority ha fatto modificare all'allora direttore artistico della Marvel Comics John Romita Sr. le tavole 9 e 11 del secondo episodio, rappresentanti una scena di seduzione tra Val e Nick nell'appartamento di quest'ultimo.
La scena originale concepita da Steranko è a lungo rimasta un mistero, dato che anche nella successiva ristampa della serie, datata dicembre 1983, è stata presentata la versione redatta da Romita Sr.; solo nel febbraio 2001 con la raccolta Nick Fury, Agent of S.H.I.E.L.D.: Who Is Scorpio? le tavole in questione hanno finalmente visto la luce.

## Biografia del personaggio

### Primi anni
Nata a Roma, Italia, figlia unica dei conti de la Fontaine, Valentina è cresciuta nel jet set europeo finché i suoi genitori, membri di un movimento anti-comunista, vengono assassinati da un gruppo terroristico e la ragazza, rimasta orfana, inizia a disprezzare la vacuità dei socialite; motivo per il quale, avvicinata dall'amico di famiglia Dum Dum Dugan, accetta la sua proposta di entrare in un'accademia di addestramento dello S.H.I.E.L.D. al fine di diventare un'agente.

### Agente S.H.I.E.L.D.
Tempo dopo, il direttore Nick Fury fa visita all'accademia in cui la contessa è in addestramento e la sceglie come sparring partner per uno scontro di dimostrazione; la donna riesce però a metterlo al tappeto in un colpo solo, impressionandolo a tal punto da far sì che metta una buona parola per la sua promozione immediata a agente operativo rendendola sua diretta collaboratrice. Il rapporto tra i due, inizialmente basato su provocazioni, si evolve fino a sfociare in una evidente attrazione, che porta l'uomo a lasciare la sua fidanzata di allora, Laura Brown, per iniziare una relazione con Val la quale, inizialmente, è però tanto gelosa dell'ex-ragazza di Nick da flirtare con Capitan America al fine di fargli provare lo stesso sentimento; quando però per questo i due uomini arrivano a scontrarsi essa chiarisce la cosa venendo perdonata.
Nel frattempo la sua abilità come agente viene riconosciuta sempre maggiormente, tanto da venir messa a capo della squadra femminile denominata "Femme Force", da cui rassegna però le dimissioni poco tempo dopo a causa del rapporto conflittuale con la co-capitana Sharon Carter.
Nel 1976 Val scopre dell'estorsione di denaro da parte del professor Sternberg ai danni di Fury in cambio dell'annuale iniezione di Infinity Formula che questi necessita per sopravvivere e contribuisce a porvi fine in maniera imprecisata.

### Nick Fury vs. S.H.I.E.L.D.
Nel momento in cui Fury scopre l'Affare Deltite: ossia che centinaia di agenti dello S.H.I.E.L.D., tra cui i suoi superiori, sono stati rimpiazzati da sofisticati androidi Life Model Decoy Modello Delta (i Deltite) originariamente al servizio dell'HYDRA e successivamente divenuti senzienti, la contessa è, assieme a Dum Dum Dugan, Gabe Jones, Al MacKenzie e Alexander Pierce,  una dei pochi agenti scampati alla sostituzione e che indaga per risolvere la situazione. Sebbene i Deltite vengano neutralizzati, i danni provocati alle strutture e al personale dello S.H.I.E.L.D. porta allo smantellamento dell'agenzia.
Il clima di sfiducia insinuatosi tra Val e Nick in seguito all'incidente pone fine alla loro relazione, motivo per il quale la contessa si unisce alla CIA assieme al nuovo compagno Al MacKenzie. Quando però Fury rifonda lo S.H.I.E.L.D., Val torna al suo fianco e diviene la sua seconda in comando iniziando a ricucire il loro rapporto finché, dopo che questi la salva dalle grinfie del Barone von Strucker, i due ritornano una coppia. La ritrovata fiducia tra Val e Nick porta quest'ultimo a nominarla erede alla direzione dell'agenzia in caso di sua assenza o scomparsa prematura. Quando però Nick simula la sua morte per mano del Punitore, la contessa non ne viene informata fino al suo ritorno, cosa che raffredda nuovamente il loro rapporto sebbene, negli anni successivi, rimanga la principale confidente e alleata di Fury.
Dopo lo scandalo della guerra segreta di Fury in Latveria e la conseguente rimozione dell'uomo dalla carica di direttore dello S.H.I.E.L.D., Val, pur non essendone al corrente viene marchiata come "fedele" del latitante Nick Fury (con cui è ancora segretamente in contatto) e, di conseguenza, la nuova direttrice Maria Hill la rimuove dalla carica di vicedirettrice relegandola al ruolo di agente di collegamento tra lo S.H.I.E.L.D. e i servizi segreti britannici, nel quale assiste Union Jack per debellare la tentata invasione di Londra ad opera dell'AIM.
Al termine della guerra civile dei superumani, viene vista ad un briefing con alcuni supereroi inglesi mentre, assieme al commodoro Lance Hunter e ad Alistaire Stuart, espone il funzionamento dell'Atto di Registrazione dei Superumani.

### Secret Invasion
Fury scopre l'invasione segreta degli Skrull proprio perché un alieno che si spaccia per Val tenta di assassinarlo. Successivamente un altro impostore con le fattezze della contessa aggredisce Dugan e ne prende il posto facendosi poi saltare in aria per distruggere la base orbitale dello S.W.O.R.D.. Terminato il conflitto, sia Val che Dugan vengono ritrovati in stasi all'interno di un'astronave Skrull e tratti in salvo.

### Secret Warriors
Agli albori della battaglia tra i Secret Warriors di Fury, Leviathan e le forze congiunte di HYDRA ed H.A.M.M.E.R., apparentemente la contessa fa il doppio gioco per Fury entrando nell'organizzazione terroristica neonazista nei panni della misteriosa Madame Hydra ma, successivamente, rivela di aver sempre parteggiato per Leviathan, dato che i suoi genitori erano in realtà agenti dormienti del KGB infiltrati nell'ambiente anti-comunista italiano.
Fury, da tempo al corrente di ciò, impedisce alla donna il proposito di creare un esercito di supersoldati provocando la morte di tutti i membri di Leviathan, con la sola eccezione di Orion, che riesce a fuggire. Arresasi e lasciatasi catturare dall'Interpol, la contessa viene processata ed imprigionata, sebbene poi Fury tenti di salvarla.

## Poteri e abilità
La Contessa Valentina Allegra de la Fontaine dispone di una forza fisica molto superiore alla media ed è una grande esperta di combattimento corpo a corpo dimostratasi, fin dal suo esordio, in grado di sconfiggere perfino Nick Fury. Dotata di grande intelligenza, Val è un'ottima leader con una naturale predisposizione per la strategia nonché una delle maggiori esperte di spionaggio dell'universo Marvel.
Infine è in grado di utilizzare perfettamente sia le armi da fuoco che le armi bianche, nonché di pilotare i vari velivoli militari o dello S.H.I.E.L.D..
Come molti altri comprimari delle storie di Nick Fury, non è mai stato spiegato il modo in cui Val abbia mantenuto inalterato il suo aspetto giovanile pur essendo attiva dagli anni sessanta, al contrario di altri personaggi che sono invece visibilmente invecchiati o morti.

## Altre versioni

### Rinascita degli Eroi
Nell'universo de La Rinascita degli Eroi compare una versione alternativa della Contessa de la Fontaine, molto simile alla controparte classica, ed alla guida di un'unità di agenti S.H.I.E.L.D..

### Marvel Boy, agente dello S.H.I.E.L.D.
Nella realtà alternativa in cui Noh-Varr è un agente dello S.H.I.E.L.D., Valentina Allegra de la Fontaine è l'agente supervisore della sua unità, sebbene la vera missione assegnatale dal direttore Fury sia quella di mappare e copiare il genoma del ragazzo per clonarlo e prevenire un'invasione Skrull.

### MC2
Nel futuro alternativo di MC2, la Contessa de la Fontaine è un'agente anziano dello S.H.I.E.L.D. che collabora con Spider-Girl.

### Mutant X
Nell'universo della miniserie Mutant X, la contessa è una degli agenti dello S.H.I.E.L.D. che affrontano Havok a Liberty Island quando questi tenta di ostacolare il loro tentativo di rilasciare nell'atmosfera il Virus Legacy sterminando tutti gli individui dotati di superpoteri.

### Terra X
Nella realtà alternativa di Terra X, Val è una delle tante vittime di "HYDRA", una forma di vita aliena tentacolare che necessita di assorbire menti per potersi espandere e sopravvivere.

### Ultimate
Nell'universo Ultimate, Allegra de Fontaine è la presidentessa di una della multinazionale OXE Group nonché, segretamente, membro del Kratos Club; lobby di miliardari fondata allo scopo di far sì che venga operato il bene dell'umanità a prescindere dal costo.

### What If?
Il personaggio è stato reinventato in due scenari della serie fuori continuity What If?:
- Nel primo, che immagina cosa succederebbe se Jessica Drew fosse una supercriminale; Valentina de la Fontaine è la direttrice dello S.H.I.E.L.D., ossessionata dall'idea di catturare la Donna Ragno per vendicare l'omicidio di Fury[43].
- Nel secondo, che immagina cosa succederebbe se Steve Rogers avesse deciso di smettere d'essere Capitan America; la contessa è una dei tanti agenti S.H.I.E.L.D. che fanno un breve cameo[44].

## Altri media

### Marvel Cinematic Universe

La Contessa Valentina Allegra de Fontaine interpretata da Julia Louis-Dreyfus esordisce nella miniserie televisiva The Falcon and the Winter Soldier.

Il personaggio (introdotto come Valentina Allegra de Fontaine, senza "la") appare all'interno del Marvel Cinematic Universe (MCU) in cui riveste il ruolo di una dei due antagonisti secondari della "Saga del multiverso", interpretata da Julia Louis-Dreyfus e doppiata da Eleonora De Angelis.
- La contessa Valentina Allegra de Fontaine appare per la prima volta nel quinto episodio della miniserie televisiva The Falcon and the Winter Soldier, interpretata da Julia Louis-Dreyfus (sebbene inizialmente fosse stato pensato di introdurla nel film Black Widow[45]). Il personaggio viene introdotto nella quinta e penultima puntata, Verità (Truth), dove si avvicina a John Walker dopo che questi viene spogliato del titolo di Capitan America a seguito dell'omicidio di un membro dei Flag Smasher, simpatizzando per la sua situazione e dicendogli che le persone per cui lavora sarebbero interessate ad averlo dalla loro parte. Riappare poi nell'ultima puntata, Un mondo, un popolo (One World, One People), dove dona a Walker la tuta di U.S. Agent, indicandolo per la prima volta con tale appellativo.
- Val esordisce al cinema in cameo nella scena finale dopo i titoli di coda del film Black Widow (2021), ambientata dopo gli eventi di Captain America: Civil War, Avengers: Infinity War e Avengers: Endgame, dove indica come nuovo obiettivo di Yelena Belova (Vedova Nera) il responsabile della morte della sorella adottiva, Clint Barton (Occhio di Falco).
- Il personaggio compare nel film Black Panther: Wakanda Forever (2022), dove si rivela di essere la direttrice della CIA, nonché ex moglie dell'onesto agente Everett Ross, che arresta per aver rivelato le informazioni segrete alla giovane principessa Shuri.
- In Thunderbolts* (2025), Val ritorna come antagonista secondaria ed assembla un'omonima squadra di antieroi (composta dalla Vedova Nera, il Soldato d'Inverno, U.S. Agent, il Guardiano Rosso e Ghost).

### Televisione
- Il personaggio, interpretato da Lisa Rinna, è la protagonista femminile del film TV Nick Fury, prodotto dalla 20th Century Fox nel 1998, diretto da Rod Hardy e scritto da David S. Goyer. Rispetto alla controparte cartacea, tale versione è priva della caratteristica ciocca di capelli bianchi.
- In un episodio di Avengers - I più potenti eroi della Terra, Val ha un breve cameo come membro della squadra del giovane Nick Fury che, tuttavia, viene uccisa dal Soldato d'Inverno. Inoltre, anziché italiana parrebbe essere francese.

## Nome
Nel corso della vita editoriale del personaggio il lungo ed esotico nome attribuitole è stato spesso oggetto di errori e storpiature: nelle sue prime apparizioni è stata indicata erroneamente come Valentina Allegro de Fontaine e, sebbene in seguito il nome ufficiale sia divenuto Valentina Allegra de la Fontaine, a seconda degli autori il cognome è stato scritto anche De la Fontaine o De La Fontaine. Altra problematica è che, nei primi episodi del primo volume di Nick Fury, Agent of S.H.I.E.L.D. Steranko abbia sempre indicato il titolo nobiliare del personaggio, "contessa", in lingua italiana anziché in inglese, portando molti fan a pensare che il nome di battesimo del personaggio fosse Contessa. Nonostante negli anni seguenti gli autori abbiano tentato di ovviare al fraintendimento citando tale titolo nobiliare il meno possibile nell'accreditamento, l'equivoco è andato avanti fino all'ottobre 1989, quando, dal secondo volume di Nick Fury, Agent of S.H.I.E.L.D., iniziò ad essere accreditata "Countess Valentina Allegra de la Fontaine". L'errore è tuttavia rimasto talmente radicato che perfino nel film TV Nick Fury (1998) il protagonista, reincontrandola per la prima volta dopo cinque anni la saluti chiamandola "Tessa" come diminutivo di "Contessa" e storpiando completamente il cognome:
Dopo tale scena però, viene chiamata per tutta la durata del film, con il vezzeggiativo "'Val'", introdotto già dalle sue prime apparizioni dallo stesso Steranko per semplificare la lettura. Infine, sebbene il cognome ufficiale inizi con una lettera minuscola, è da considerare che in realtà tale usanza sia propria della nobiltà spagnola, non di quella italiana, e che "Fontaine" non sia un cognome italiano.